# Diagonal (Iowa)
Diagonal ist eine Kleinstadt (mit dem Status „City“) im Ringgold County im US-amerikanischen Bundesstaat Iowa. Im Jahr 2010 hatte Diagonal 330 Einwohner, deren Zahl sich bis 2015 auf 328 leicht verringerte. Das U.S. Census Bureau hat bei der Volkszählung 2020 eine Einwohnerzahl von 344 ermittelt.

## Geografie
Diagonal liegt im Südwesten Iowas am westlichen Ufer des Grand River, einem linken Nebenfluss des Missouri.
Die geografischen Koordinaten von Diagonal sind 40°48′34″ nördlicher Breite und 94°20′32″ westlicher Länge. Das Stadtgebiet erstreckt sich über eine Fläche von 2,33 km² und verteilt sich über die Washington Township sowie die Jefferson Township.
Nachbarorte von Diagonal sind Shannon City (17 km nordöstlich), Tingley (17,1 km ostnordöstlich), Ellston (26,1 km östlich), Mount Ayr (19,8 km südöstlich), Benton (15 km südlich), Maloy (21,6 km südsüdwestlich), Clearfield (12,9 km westlich) und Lenox (27,3 km westnordwestlich).
Die nächstgelegenen größeren Städte sind Iowas Hauptstadt Des Moines (149 km nordöstlich), Kansas City in Missouri (231 km südlich), Nebraskas Hauptstadt Lincoln (238 km westlich) und Nebraskas größte Stadt Omaha (183 km westnordwestlich).

## Geschichte
Diagonal entstand 1881 als Bahnhaltepunkt und sollte ursprünglich den Namen Goshen nach einer nahe gelegenen Poststation erhalten. Diagonal ist der Name der Bahnlinie, die durch Iowa von Nordosten nach Südwesten durch diese Bahnstation führte. Die Stadt wurde am 6. März 1896 gegründet.

## Verkehr
Durch das Stadtgebiet von Diagonal verlaufen nur untergeordnete, teils unbefestigte Fahrwege oder innerörtliche Verbindungsstraßen.
Mit dem Judge Lewis Field Mount Ayr Municipal Airport befindet sich 21,3 km südöstlich ein kleiner Flugplatz für die Allgemeine Luftfahrt. Die nächsten Verkehrsflughäfen sind der Des Moines International Airport (140 km nordöstlich), der Kansas City International Airport (214 km südlich) und das Eppley Airfield in Omaha (181 km westnordwestlich).

## Bevölkerung
Nach der Volkszählung im Jahr 2010 lebten in Diagonal 330 Menschen in 119 Haushalten. Die Bevölkerungsdichte betrug 2,33 Einwohner pro Quadratkilometer. In den 119 Haushalten lebten statistisch je 2,13 Personen.
Ethnisch betrachtet setzte sich die Bevölkerung zusammen aus 97,9 Prozent Weißen, 0,3 Prozent Afroamerikanern  und 1,8 Prozent amerikanischen Ureinwohnern.
15,8 Prozent der Bevölkerung waren unter 18 Jahre alt, 48,1 Prozent waren zwischen 18 und 64 und 36,1 Prozent waren 65 Jahre oder älter. 54,8 Prozent der Bevölkerung waren weiblich.
Das mittlere jährliche Einkommen eines Haushalts lag im Jahr 2014 bei 36.625 USD. Das Pro-Kopf-Einkommen betrug 20.881 USD. 13,9 Prozent der Einwohner lebten unterhalb der Armutsgrenze.

## Sehenswürdigkeiten
Die achteckige Rundscheune W.J. Buck Polygonal Barn etwa 7 km südöstlich von Diagonal wird im National Register of Historic Places von Ringgold County geführt.